# Glazne Buttress
Glazne Buttress (englisch; bulgarisch рид Глазне rid Glasne) ist ein 1650 m hoher, vereister und gebirgskammähnlicher Berg in den südöstlichen Ausläufern des Detroit-Plateaus an der Nordenskjöld-Küste des Grahamlands auf der Antarktischen Halbinsel. Er ragt 13,7 km westsüdwestlich des Gipfels des Kableshkov Ridge, 13,8 km westlich des Spoluka Point, 9,85 km nördlich des Papija-Nunataks und 9,7 km ostsüdöstlich des Konstantin Buttress zwischen dem Arrol-Eisfall und dem oberen Abschnitt des Aleksiew-Gletschers auf. Seine markanten Nordost- und Südhänge sind teilweise unvereist.
Britische Wissenschaftler kartierten ihn 1978. Die bulgarische Kommission für Antarktische Geographische Namen benannte ihn 2013 nach dem Fluss Glasne im Südwesten Bulgariens.